# Symbole routier en France
En signalisation routière française, les symboles sont des pictogrammes associés ou non à des mentions, utilisés pour identifier un échangeur, pour présignaler une direction interdite à une catégorie de véhicules, pour indiquer une direction conseillée à une catégorie de véhicules et pour caractériser un itinéraire.
Ils ont pour fonction l’identification, l’indication ou la recommandation. Leur codification commence par S : SI pour les interdictions, SC pour les indications et SE pour les échangeurs.

## Nombre de symboles par panneau
Un panneau comporte au maximum 2 symboles qui se rapportent à l'ensemble des mentions inscrites dans ce panneau.
Ceci peut conduire à utiliser deux panneaux pour signaler des mentions d'une même liaison qui ne pourront pas être atteintes par toutes les catégories de véhicules par la même route.

## Forme, couleurs et dimensions
Les dimensions des symboles dépendent d’un seul indicateur : la hauteur de composition (Hc) dépendant elle-même de la hauteur de base (Hb), définie en fonction de la vitesse d’approche des véhicules et des conditions d’implantation.
Pour rappel, les différentes gammes de hauteur de composition (en mm) sont les suivantes :
Tout symbole est inscrit dans un carré de côté égal à 2,5 Hc, sauf pour le symbole échangeur.

### Symboles d'interdiction
Les symboles d'interdiction sont de la forme et de la couleur des panneaux d'interdiction qu'ils rappellent.
La bordure rouge est de largeur 0,25 Hc et le contre-listel blanc de 0,06 Hc.

### Symboles d'indication
Les symboles d'indication sont de forme carrée et comportent un listel blanc de 0,06 Hc et des figurines blanches sur fond bleu, à l'exception du symbole SC10 dans lequel l'explosion est de couleurs rouge et orange, du symbole SC11 dans lequel la citerne est rouge, et du symbole SC12 dans lequel le carré inscrit est de couleur orange.

Symbole d’interdiction
Symbole d’indication

## Symbole SE d’identification des échanges

SE2 : échangeur
SE3 : bifurcation autoroutière

- SE2. Ce symbole permet d’identifier ou de localiser un échangeur. Il comporte le pictogramme de l’échangeur suivi d’un numéro d’ordre inscrit dans un ovale. Le symbole figure en noir sur fond blanc.
- SE3. Ce symbole permet de signaler une bifurcation autoroutière. Il représente de manière simplifiée une bifurcation d’autoroutes. Le symbole est blanc sur fond bleu.

Il est associé exclusivement aux panneaux D64, D74a et D74b.

## Symboles catégoriels de signalisation avancée d’une direction interdite

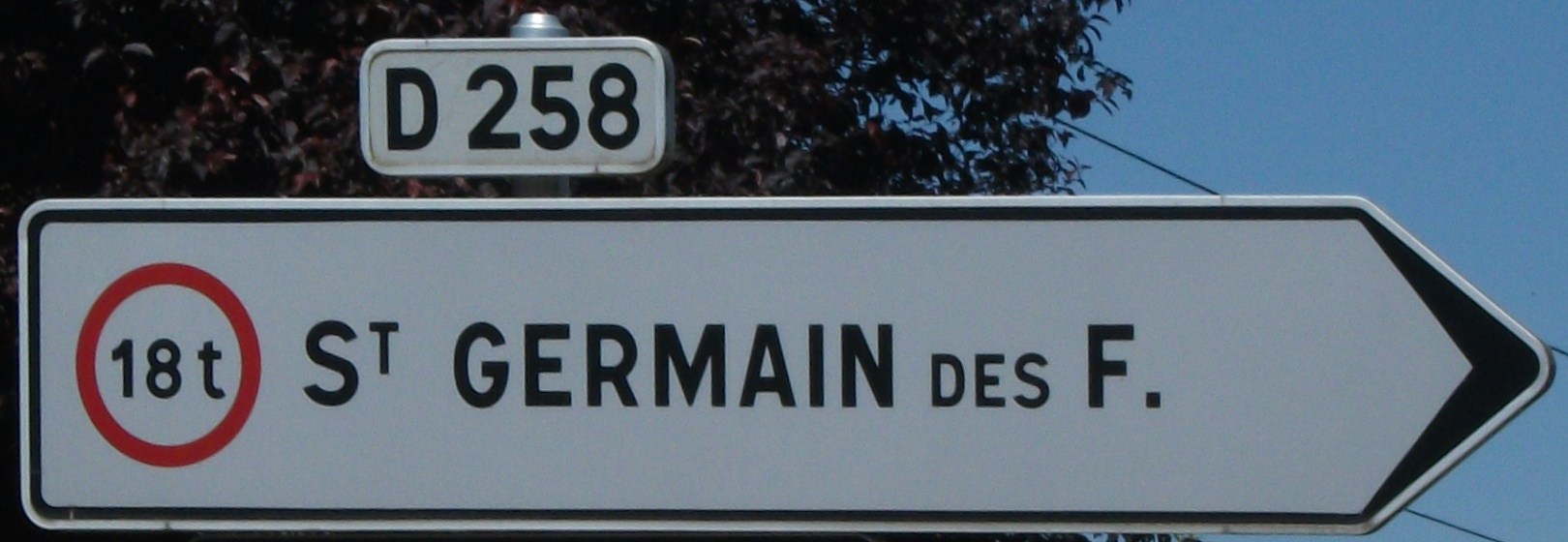
Panneau avec un symbole d’interdiction : le panneau indique que la traversée de Saint-Germain-des-Fossés est interdite aux véhicules dont le poids total autorisé en charge ou le poids total roulant autorisé excède 18 tonnes.

Leur codification commence par SI. Ils sont toujours associés à une ou plusieurs mentions. Cette signalisation ne dispense pas de l’implantation des panneaux d’interdiction de type B correspondants.
Ils sont de la même couleur que le panneau d’interdiction correspondant.

SI1a : direction interdite aux véhicules affectés au transport de marchandises
SI1b : direction interdite aux véhicules de transport de marchandises dont le poids total autorisé en charge ou le poids total roulant autorisé excède le nombre indiqué
SI2 : direction interdite aux cycles
SI3 : direction interdite aux véhicules de transport en commun de personnes
SI4 : direction interdite aux cyclomoteurs
SI5 : direction interdite aux véhicules affectés au transport de marchandises dont la longueur est supérieure au nombre indiqué
SI6 : direction interdite aux véhicules dont la largeur, chargement compris, est supérieure au nombre indiqué
SI7 : direction interdite aux véhicules dont la hauteur, chargement compris, est supérieure au nombre indiqué
SI8 : direction interdite aux véhicules, véhicules articulés, trains doubles ou ensemble de véhicules dont le poids total autorisé en charge ou le poids total roulant autorisé excède le nombre indiqué
SI9 : direction interdite aux véhicules pesant sur un essieu plus que le nombre indiqué
SI10 : direction interdite aux véhicules transportant des marchandises explosives ou facilement inflammables, de nature et en quantité définies par l'arrêté du 1er juin 2001 relatif au transport des marchandises dangereuses par route, et signalés comme tels
SI11 : direction interdite aux véhicules transportant des marchandises de nature à polluer les eaux, de nature et en quantité définies par l'arrêté du 1er juin 2001 relatif au transport des marchandises dangereuses par route, et signalés comme tels
SI12 : direction interdite aux véhicules transportant des marchandises dangereuses définies par l'arrêté du 1er juin 2001 relatif au transport des marchandises dangereuses par route, et signalés comme tels
SI13 : direction interdite aux motocyclettes et motocyclettes légères, au sens de l’article R.311-1 du code de la route
SI14 : direction interdite aux véhicules tractant une caravane ou remorque de plus de 250 kg tel que le poids total roulant autorisé, véhicule plus caravane ou remorque ne dépasse pas 3,5 t

## Symboles catégoriels de direction conseillée

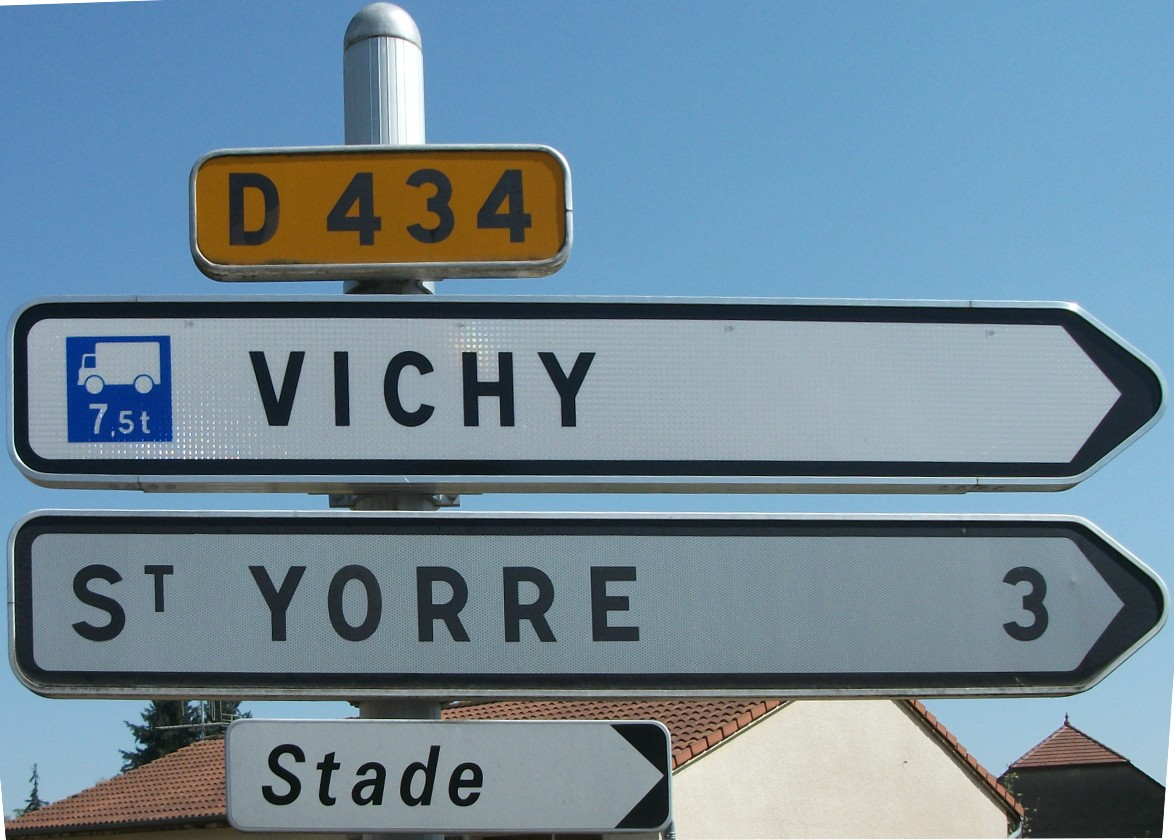
L’un des trois panneaux directionnels comporte un symbole de direction conseillée : le premier panneau indique que la direction de Vichy est atteinte par la même route qui permet de rejoindre Saint-Yorre. Ici, la direction de Vichy est conseillée pour les véhicules de transport de marchandises dont le poids total autorisé en charge ou le poids total roulant autorisé excède 7.5 tonnes. Or ce symbole ne respecte pas les dimensions imposées…

Il existe 15 symboles catégoriels de direction conseillée. Ils sont toujours associés à une ou plusieurs mentions. Ils sont composés d’un carré à fond bleu dans lequel s’inscrit un pictogramme blanc. Font exception le symbole SC2 qui a un fond vert et les symboles SC10, SC11 et SC12 qui comportent un pictogramme polychrome.

SC1a : direction conseillée aux véhicules affectés au transport de marchandises
SC1b : direction conseillée aux véhicules de transport de marchandises dont le poids total autorisé en charge ou le poids total roulant autorisé excède le nombre indiqué
SC2 : direction conseillée aux cycles
SC3 : direction conseillée aux véhicules de transport en commun de personnes
SC4 : direction conseillée aux cyclomoteurs
SC5 : direction conseillée aux véhicules affectés au transport de marchandises dont la longueur est supérieure au nombre indiqué
SC6 : direction conseillée aux véhicules dont la largeur, chargement compris, est supérieure au nombre indiqué
SC7 : direction conseillée aux véhicules dont la hauteur, chargement compris, est supérieure au nombre indiqué
SC8 : direction conseillée aux véhicules, véhicules articulés, trains doubles ou ensemble de véhicules dont le poids total autorisé en charge ou le poids total roulant autorisé excède le nombre indiqué
SC9 : direction conseillée aux véhicules pesant sur un essieu plus que le nombre indiqué
SC10 : direction conseillée aux véhicules transportant des marchandises explosives ou facilement inflammables, de nature et en quantité définies par l'arrêté du 1er juin 2001 relatif au transport des marchandises dangereuses par route, et signalés comme tels
SC11 : direction conseillée aux véhicules transportant des marchandises susceptibles de polluer les eaux, de nature et en quantité définies par l'arrêté du 1er juin 2001 relatif au transport des marchandises dangereuses par route, et signalés comme tels
SC12 : direction conseillée aux véhicules transportant des marchandises dangereuses définies par l'arrêté du 1er juin 2001 relatif au transport des marchandises dangereuses par route, et signalés comme tels
SC13 : direction conseillée aux motocyclettes et motocyclettes légères, au sens de l’article R.311-1 du code de la route
SC14 : direction conseillée aux véhicules tractant une caravane ou remorque de plus de 250 kg tel que le poids total roulant autorisé, véhicule plus caravane ou remorque ne dépasse pas 7,5 t
SC15 : direction conseillée aux véhicules dont le poids total roulant autorisé est inférieur à 7,5 t

## Symbole d’indication de classification particulière d’une voie
Le symbole SC17  indique le caractère autoroutier sur une partie de l’itinéraire permettant de rejoindre les mentions signalées. Il est toujours associé à une ou plusieurs mentions. Il est composé d’un carré à fond bleu dans lequel s’inscrit un pictogramme blanc.

## Symbole d’indication d’itinéraire

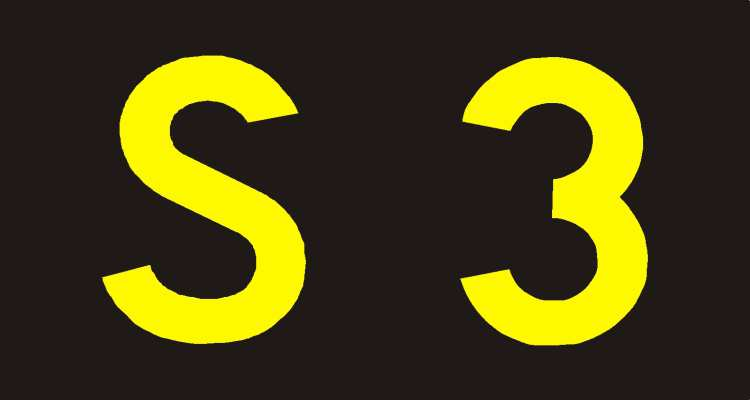
SU1 : itinéraire de substitution
SU2 : itinéraire Bis
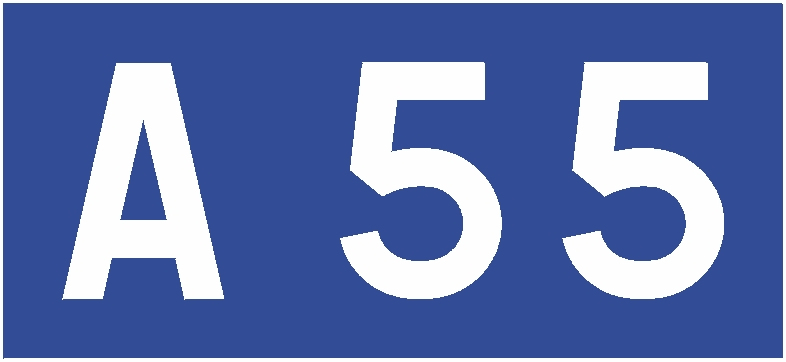
SU3 : itinéraire autoroutier
SU4 : rocade
SU5 : route à péage

Le symbole SU1 permet d’identifier un itinéraire « S » dit de substitution « S ». Il caractérise un réseau associé à un réseau principal autoroutier auquel il se substitue lorsque ce dernier connaît des perturbations. Il est composé d’un rectangle à fond noir dans lequel s’inscrivent la lettre « S » et un ou plusieurs chiffres, de couleur jaune.
Le symbole SU2 (SC20 avant 2011) permet de caractériser un itinéraire « Bis ». Ce symbole peut être utilisé seul, sans mention de destination, pour assurer la continuité de la signalisation le long de l’itinéraire « Bis ».
Le symbole SU3 permet d’identifier un itinéraire autoroutier. Son emploi est limité aux itinéraires de contournement d’une ville, ou des sections d’autoroutes avec des numéros différents.

Exemples d’utilisation du symbole SU3
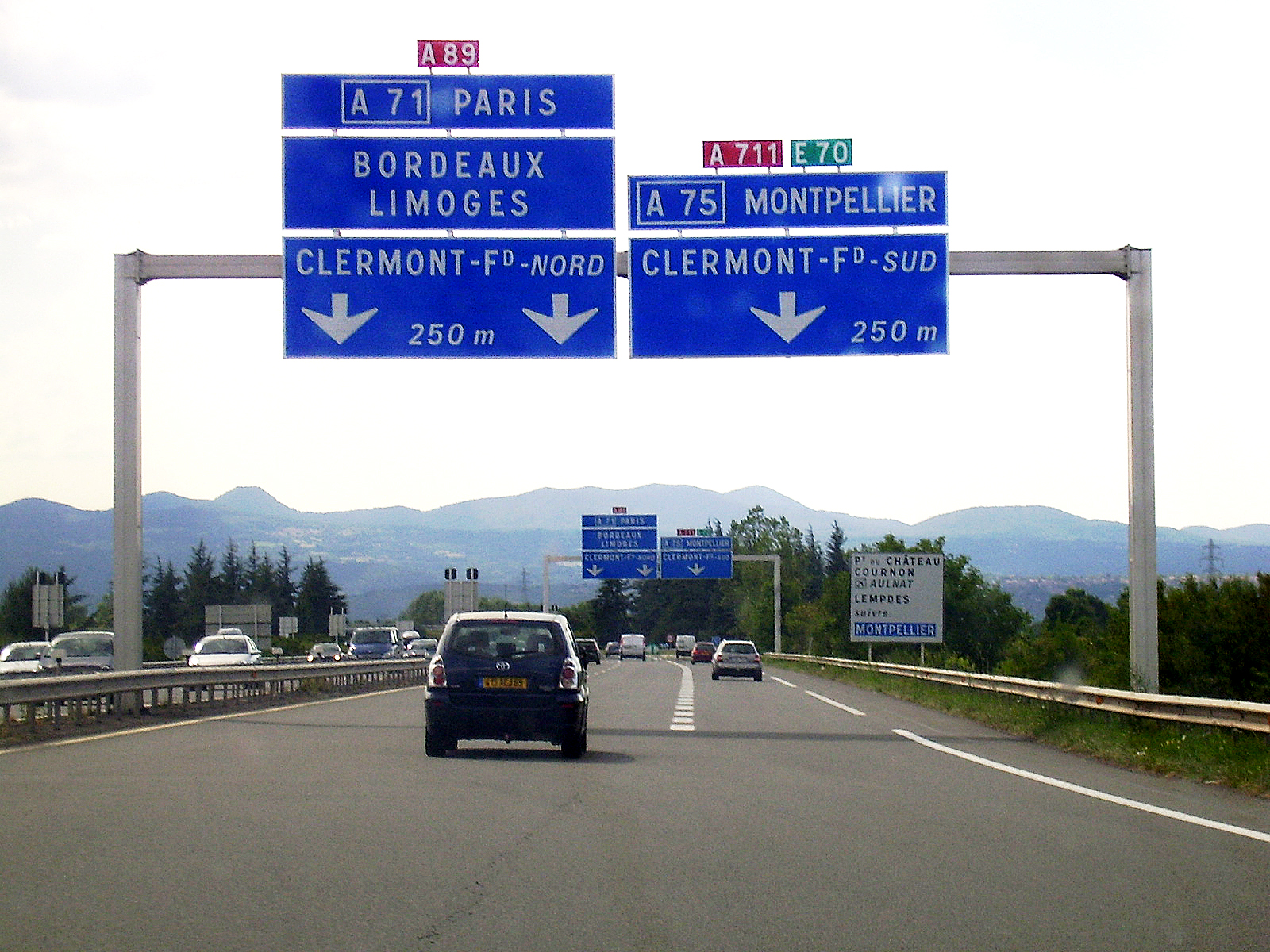
Utilisation dans un échangeur autoroutier : Paris est atteinte par l’autoroute A 71 ; Montpellier est indiquée par l’autoroute A 75.
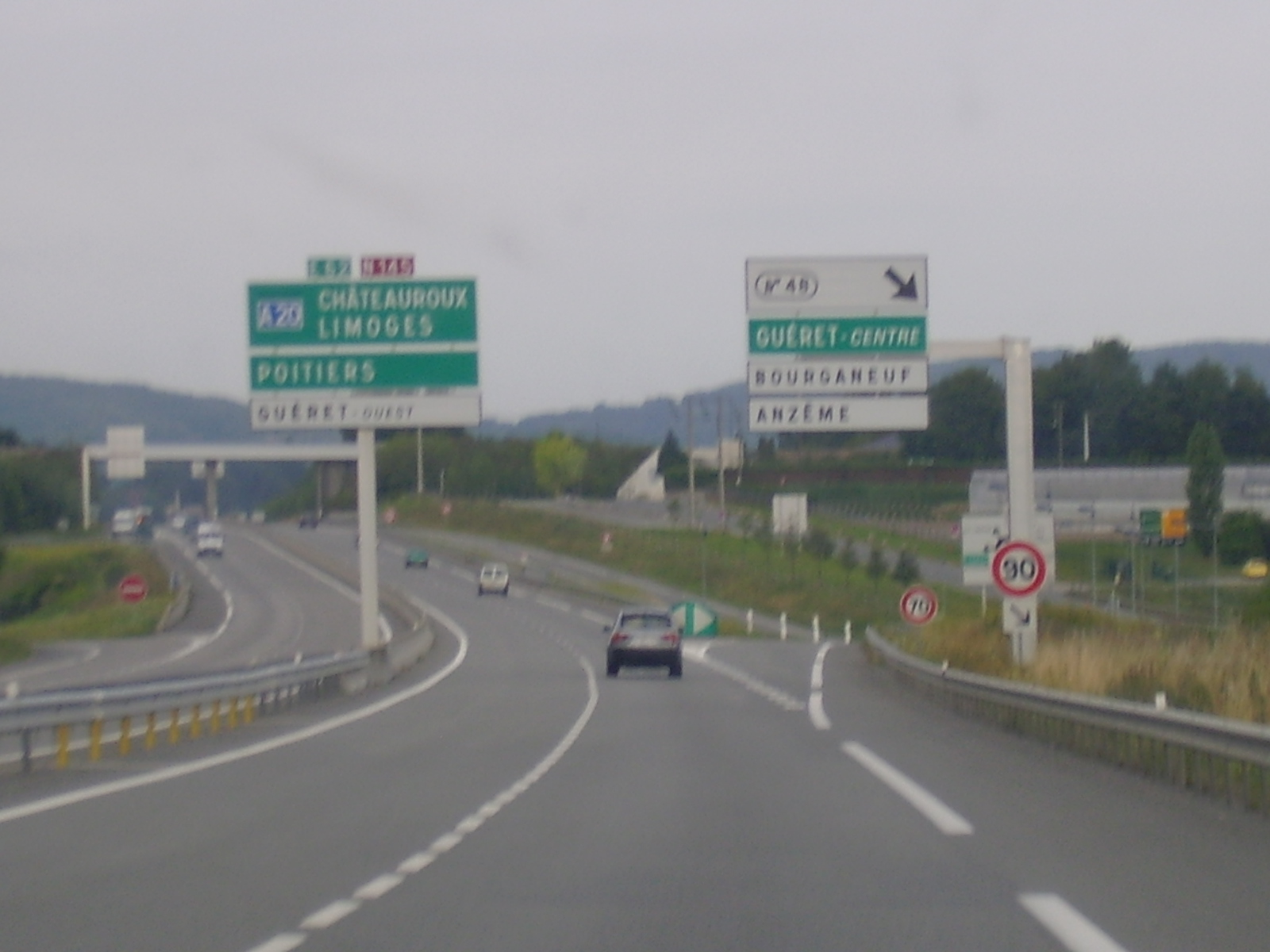
Il peut être utilisé sur une route nationale : Châteauroux et Limoges sont atteintes par l’autoroute A 20.

## Sources
- Arrêté du 24 novembre 1967 modifié relatif à la signalisation des routes et des autoroutes.
- Instruction interministérielle du 22 mars 1982 relative à la signalisation de direction.
- Norme NF P 98-532-5 - Catalogues des décors de panneaux de signalisation et des panonceaux - Partie 5 - Alphabets, symboles et idéogrammes des panneaux - juin 1991